# Ironclad (film)
Ironclad is een historische actiefilm uit 2011 geregisseerd door Jonathan English. De film is los gebaseerd op het beleg van het kasteel van Rochester door koning Jan in 1215 en werd geheel in Wales opgenomen.

## Verhaal

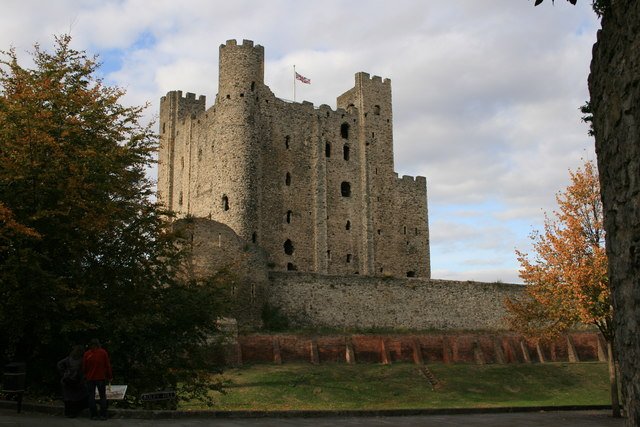
Het kasteel van Rochester. De ronde hoektoren verving de door koning Jan vernielde toren.

Engeland, 1215. Koning John werd na een oorlog tegen rebellerende baronnen gedwongen de Magna Carta te ondertekenen; een document dat de macht van de koning drastisch inperkt. Woedend over deze vernedering trommelt de meedogenloze koning een leger van Deense huurlingen op, met als doel een ware terreurcampagne te voeren tegen zijn politieke tegenstanders en zijn macht te herstellen. Maar hij had niet gerekend op Baron d'Aubigny en zijn mannen, waaronder de tempelier Marshal, die vastbesloten zijn om het strategisch gelegen kasteel van Rochester te verdedigen tot de laatste man. Een bloedige en uitputtende strijd vangt aan waarin Johns leger uiteindelijk het kasteel gedeeltelijk vernielt. De opstandelingen wachten al die tijd op het Franse leger dat aankomt als slechts Marshal, Guy the Squire en barones Isabel nog leven. Door de aankomst van de Fransen slaan de Denen op de vlucht en koning John druipt af. Hij sterft uiteindelijk aan dysenterie terwijl een Franse prins de Engelse troon bestijgt.

## Rolverdeling

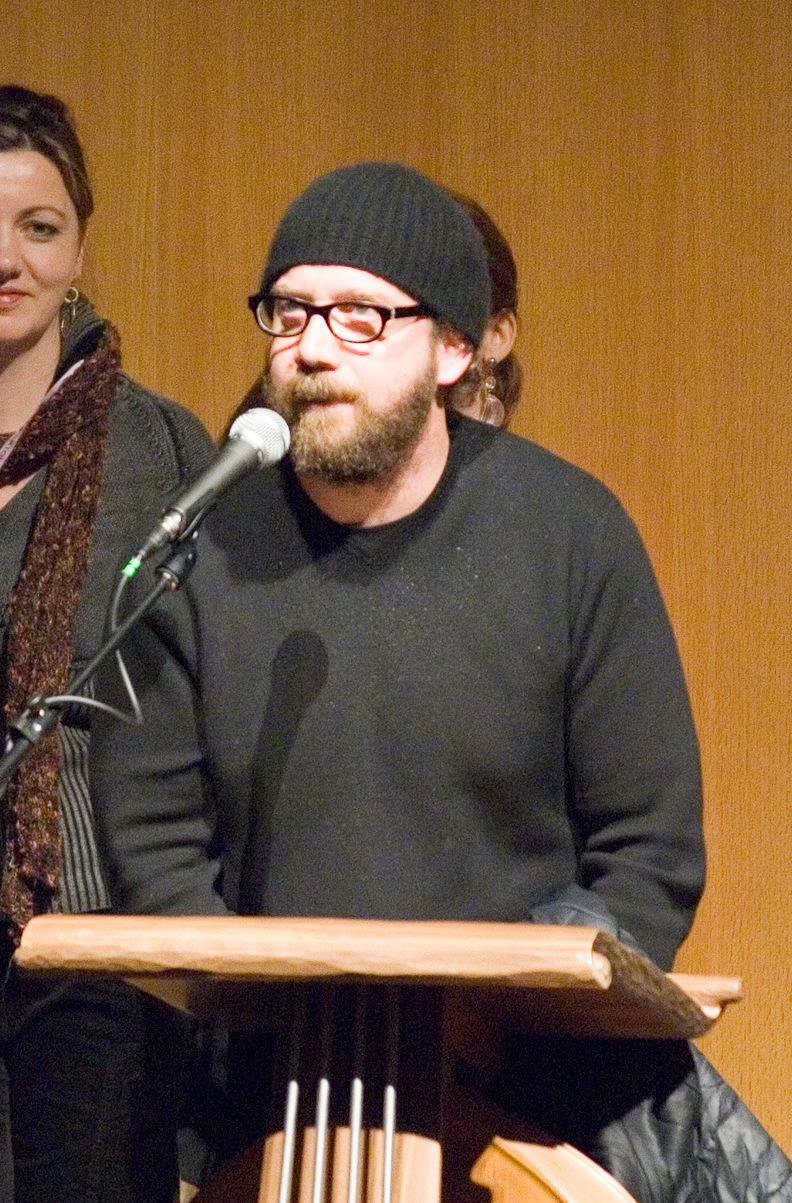
Paul Giamatti speelt de rol van Koning John.

| Acteur           | Personage                  | Opmerkingen                                                                |
| ---------------- | -------------------------- | -------------------------------------------------------------------------- |
| James Purefoy    | Thomas Marshal             | Protagonist, tempelier                                                     |
| Brian Cox        | Baron William d'Aubigny    | Aanvoerder van de rebellen tegen de koning.                                |
| Paul Giamatti    | Koning John                | Koning van Engeland                                                        |
| Derek Jacobi     | Baron Reginald de Cornhill | Kasteelheer van Rochester.                                                 |
| Kate Mara        | Barones Isabel             | Vrouw van Reginald de Cornhill.                                            |
| Charles Dance    | Aartsbisschop Langton      | Auteur van het Magna Carta. Hij verleent actief steun aan baron d'Aubigny. |
| Aneurin Barnard  | Guy the Squire             | Baron d'Aubigny's zoon                                                     |
| Jason Flemyng    | Becket                     | D'Aubigny's rebel                                                          |
| Jamie Foreman    | Jedediah Coteral           |                                                                            |
| Mackenzie Crook  | Daniel Marks               |                                                                            |
| Rhys Parry Jones | Joseph Wulfstan            |                                                                            |
| Vladimir Kulich  | Kapitein Tiberius          | Leider van het Deense huurlingenleger.                                     |
| David Melville   | Baron Darnay               |                                                                            |
| David Melville   | Kapitein Phipps            |                                                                            |
| Annabelle Apsion | Maddy                      |                                                                            |
| Bree Condon      | Agnes                      |                                                                            |